# فابيان هامبوشين
فابيان هامبوشن (من مواليد 25 أكتوبر 1987) لاعب جمباز أولمبي ألماني سابق شارك في أربع مسابقات أولمبية (2004 ، 2008، 2012، 2016) وبطل العالم وأوروبا. فاز فابيان أيضًا بميداليات ذهبية في الألعاب الأوروبية وفي دورة الجامعات الصيفية 2015. لديه مجموعة كاملة من الميداليات الأولمبية، حاصل على الميدالية الذهبية الأولمبي عام 2016 ، والميدالية الفضية الأولمبية لعام 2012 والحائز على الميدالية البرونزية الأولمبية لعام 2008 في حدث فردي العارضة الأفقية. أصبح بطل العالم على العارضة الأفقية في عام 2007 في شتوتغارت.

## حياته الشخصية
ولد هامبوشن في 25 أكتوبر 1987 في بيرجيش جلادباخ. دربه والده فولفغانغ هامبوشين. عد وقت قصير من ولادته في بيرجيش جلادباخ ، انتقلت عائلته إلى فيتسلار، أسلافه الرسامين جورج هامبوشن ووالده فيلهلم هامبوشن بينما ابن عمه هو المحامي والدعاية الألماني الشهير أولريش هامبوشن.في أكتوبر 2012 بدأ دراسة إدارة الرياضة والاتصال في جامعة الرياضة الألمانية في كولونيا.